# جامعة بيونغيانغ للعلوم والتقنية
جامعة بيونغ يانغ للعلوم والتقنية هي أول جامعة بتمويل خاص في كوريا الشمالية. جرى تأسيسها وتجري إدارتها وتمويلها بواسطة مؤسسات لأناس من خارج البلد، حيث جرى تخطيط وبناء الجامعة عبر جهود من جمهورية كوريا الديمقراطية الشعبية وجمهورية كوريا، بالإضافة إلى مساهمات من دول أخرى، وعلى وجه الخصوص، الصين والولايات المتحدة. تمول منظمات مسيحية إنجيلية جزءًا كبيرًا من هذه المبادرة. وتعاونت «مؤسسة شمال شرق آسيا للتربية والثقافة» الكورية الجنوبية مع وزارة التعليم الكورية الشمالية لتأسيس الجامعة. وكان التخطيط لافتتاح الجامعة في 2003، لكن المشروع أُجل لعدة سنوات، وبدأ العمل فيها في أكتوبر 2010.
يحظى الطلبة والأساتذة في الجامعة بوصول إلى الإنترنت، ولكن هذا الوصول مراقب ومرشح. ويتخرج الطلبة متقنين للغة الإنجليزية بالإضافة إلى لغة أجنبية أخرى مثل الصينية أو الألمانية، كما يكتسبون مهارات للعمل في النطاق الدولي. تقدم الجامعة درجة البكالريوس والدكتوراه في هندسة الحاسوب والكهرباء والزراعة وعلوم الحياة والتمويل الدولي والإدارة.
في فبراير 2014، قدمت هيئة الإذاعة البريطانية تقريرًا عن الجامعة؛ حيث أشار التقرير إلى أن الجامعة يحرسها عسكريون، وفيها يرتدي الطلبة أزياء موحدة، أربطة عنق حمراء وبزات سوداء. وأضاف التقرير أن الاتصال بالإنترنت مقيد داخل الجامعة، إذ يُحظر على الطلبة الوصول إلى الأخبار العالمية والبريد الإلكتروني وشبكات التواصل الاجتماعي.